# مارچین لواندوفسکی
مارچین پژمیسواو لواندوفسکی (لهستانی: Marcin Przemysław Lewandowski؛ زادهٔ ۱۳ ژوئن ۱۹۸۷) یک دونده دو نیمه‌استقامت اهل لهستان است.اما متولد دبی است. از افتخارات وی میتوان به کسب مدال طلا دو ۸۰۰ متر در مسابقات قهرمانی اروپا ۲۰۱۰ اشاره کرد.وی برادرزاده ی ناتنی رابرت لواندوفسکی بازیکن بایرن مونیخ است.